# Телларити

Посол телларитів Гав в оригінальному серіалі «Зоряний шлях».

Теллари́ти (англ. Tellarite) — вигадана інопланетна цивілізація гуманоїдів у всесвіті науково-фантастичної франшизи «Зоряний шлях». Телларитська цивілізація зародилась на невеликій відстані від Землі, а їх рідною планетою є Теллар Прайм. Телларити разом із людьми, вулканцями та андоріанцями є расами — засновниками Об'єднаної Федерації Планет. Перша поява телларитів на екрані відбулась у епізоді оригінального серіалу «Зоряного шляху» «Дорога до Вавилону».

## Опис
Телларити вважаються гуманоїдною цивілізацією, проте їх зовнішній вигляд значно відрізняється від людської, та більше нагадує зовнішність свині. На обличчі в них є виражене рило, тіло вкрите шерстю, а на нижній щелепі є виражені бивні. Кінцівки телларитів трипалі, та закінчуються пальцями, подібними до копит. Телларити мають розвинуті запаси жиру, тому можуть не їсти навіть кілька тижнів. Проте телларити вважають для себе комфортною температуру приміщень дещо вищу за ту, яка комфортна для людей, що може означати, що температура на їхній планеті дещо вища, ніж на Землі. Кров телларитів фіолетового кольору, оскільки містить не гемоглобін, як у людей, а емеритрин, подібно як у частини земних морських безхребетних.
Характер телларитів переважно запальний, вони постійно сперечаються зі співрозмовником, та навіть часто ображають його. Одночасно в них добре розвинуто красномовство, тому вони часто є хорошими політиками та дипломатами, а вулканці вважають телларитів досить надійними партнерами. Духовність у телларитів розвинута слабко, більшість з них є атеїстами або агностиками. Телларити хороші техніки, багато з них служило на Зоряному флоті. Проте частина телларитів займається торгівлею, та часто й незаконними її видами, зокрема контрабандою та работоргівлею.

## Історія
Початково в суспільстві телларитів спостерігались часті конфлікти, спричинені надмірною емоційністю усієї раси, проте пізніше телларити зуміли досягти загального миру на своїй планеті. Оскільки телларити мають велику схильність до техніки, вони досить рано вийшли у космос, та налагодили співробітництво з іншими расами, зокрема з вулканцями. Перший непрямий контакт телларитів із землянами відбувся у 1957 році, коли корабель телларитів прийняв сигнал лиха від вулканського корабля, який зазнав катастрофи на Землі, про що описано в серіалі «Зоряний шлях: Ентерпрайз». На час виходу землян у міжзоряний простір, у 2154 році телларити перебували в конфлікті з андоріанцями. У той час ледь не спалахнула війна між телларитами та представниками інших рас, інспірована діями ромуланців, проте завдяки зусиллям капітана Джонатана Арчера конфлікт врегулювали й заклали основу Об'єднаної Федерації Планет, першими до якої увійшли люди, вулканці, андоріанці та телларити. Надалі телларити брали активну участь у роботі федерації, багато телларитів служили у Зоряному флоті, проте в них періодично виникали конфлікти з іншими расами, зокрема з вулканцями за дилітієві шахти на планеті Корідан. Телларитські кораблі й пізніше займались торгівлею, зокрема й на станції «Глибокий космос 9».